# Ballincollig
Ballincollig (en gaèlic irlandès Baile an Chollaigh) és una vila al comtat de Cork, a la província de Munster. Es troba a la regió de Cork Metropolità, a uns 9 kilòmetres a l'oest de Cork, als marges del riu Lee en la carretera R608. En 2006 la seva població era de 16.308 habitants. Les viles més properes són Ballinora, Ovens, Kilumney, Inniscarra, Blarney (llar de la pedra de Blarney), i Tower. Es troba més enllà del Green Belt dels suburbis de Cork de Bishopstown i Wilton.

## Situació de l'irlandès
El 2012 va obrir la Gaelscoil Ui Riordáin, una de les dues escoles primàries Gaelscoileanna a l'àrea, així com l'escola secundària Coláiste Choilm.

## Història
La família Barrett (que dona nom a la baronia que conté Ballincollig) construí el castell de Ballincollig durant el regnat d'Eduard III. El castell defensat per Andrew Barrett fou pres pels rebels en 1641, però van ser expulsats per les forces parlamentàries angleses de Murrough O'Brien, comte d'Inchiquinn en 1645. Estava defensada per Jaume II en 1689, durant la Guerra Guillemita d'Irlanda, després de la seva presa va romandre desocupat i va caure en decadència.
El Reial Molí de Pólvora de Ballincollig fou obert en 1794 per Charles Henry Leslie, un prominent home de negocis de Cork. Onze anys més tard, els molins van ser comprats pels britànics, que es preparaven per a la guerra amb Napoleó, i les casernes van ser construïdes per protegir el subministrament de pólvora. En 1837, la fàbrica empra diversos centenars de treballadors, i en 1880 Ballincollig va ser un dels majors establiments industrials a Cork, amb la fàbrica que donava feina a molts homes i nens de la zona.
Amb el tancament de la Fàbrica de Pólvora l'any 1900 Ballincollig es convertí en poc més que un petit poble en el camí de la ciutat de Cork a la major ciutat comercial de Macroom. Durant la Gran Guerra s'hi van estacionar els 3r Batalló Royal Munster Fusiliers (Reserva). Altres regiments estacionats a les casernes abans que fos donat de baixa van ser primer Regiment d'Artilleria i 8è Field Artillery Regiment (FCA). La Caserna Murphy, recentment desmantellada, era una font important d'ocupació. En la dècada de 1970 Ballincollig es desenvolupà com una ciutat satèl·lit, amb molts desenvolupaments habitacionals construïts a l'antic poble. Aquesta expansió va continuar fins a finals dels anys 80 i 90. La població de la ciutat ha augmentat de manera espectacular, sobretot amb l'expansió de la vila cap a l'oest.

## Personatges
- Rory Gallagher és enterrat al cementiri de la vila